# Nati nel 1624
| Questa pagina contiene informazioni ricavate automaticamente dalle voci biografiche con l'ausilio del template Bio e di un bot. L'aggiornamento è periodico e automatico e ricostruisce completamente la pagina. Se manca una persona in questa lista, sei pregato di non aggiungerla, ma accertati piuttosto che la sua voce biografica contenga il template Bio e che i dati anagrafici siano correttamente compilati. Se il template Bio manca, inseriscilo tu stesso o, in alternativa, metti l'avviso {{tmp\|Bio}} che ne segnala la mancanza. Se i dati riportati sono sbagliati, correggi direttamente la voce biografica; le modifiche saranno visibili in questa lista entro pochi giorni. Per chiarimenti vedi il progetto biografie. La lista contiene solo le 79 persone che sono citate nell'enciclopedia e per le quali è stato implementato correttamente il template Bio. Pagina aggiornata al 27 gen 2025. |

## Gennaio(9)
- 1º gennaio - Olov Svebilius, arcivescovo svedese († 1700)
- 3 gennaio - Agostino Favoriti, poeta, presbitero e latinista italiano († 1682)
- 9 gennaio - Meishō, imperatore giapponese († 1696)
- 14 gennaio - Pedro Roldán, scultore spagnolo († 1699)
- 16 gennaio - Pierre Lambert de la Motte, missionario e vescovo cattolico francese († 1679)
- 17 gennaio - Guarino Guarini, architetto e teorico dell'architettura italiano († 1683)
- 18 gennaio - Tirso González de Santalla, gesuita spagnolo († 1705)
- 26 gennaio - Giorgio Guglielmo di Brunswick-Lüneburg, nobile tedesco († 1705)
- 31 gennaio - Arnold Geulincx, filosofo fiammingo († 1669)

## Marzo(8)
- 1º marzo - Jean Baptiste de La Quintinie, agronomo francese († 1688)
- 6 marzo - Johann Georg Albini, scrittore tedesco († 1679)
- 12 marzo - Damian Hartard von der Leyen, arcivescovo cattolico tedesco († 1678)
- 21 marzo - François Roberday, organista e compositore francese († 1680)
- 21 marzo - Paolo Segneri, gesuita, scrittore e predicatore italiano († 1694)
- 26 marzo - Giovanni Battista Montecuccoli-Laderchi, nobile e diplomatico italiano († 1688)
- 30 marzo - Pier Francesco Gianoli, pittore italiano († 1692)
- 31 marzo - Antoine Pagi, storico e presbitero francese († 1699)

## Aprile(6)
- 4 aprile - Francesco Maria di Lorena, nobile francese († 1694)
- 9 aprile - Henrik Ruse, ingegnere militare olandese († 1679)
- 12 aprile - Carlo Amedeo di Savoia-Nemours, nobile francese († 1652)
- 24 aprile - Jan Peeters il Vecchio, pittore e disegnatore fiammingo († 1677)
- 24 aprile - Giuseppe Sardi, architetto italiano († 1699)
- 26 aprile - Al-Hurr al-'Amili, teologo e giurista arabo († 1693)

## Maggio(2)
- 30 maggio - Leopoldo Federico di Württemberg-Mömpelgard, duca tedesco († 1662)
- 31 maggio - Franco Folli, medico italiano († 1685)

## Giugno(2)
- 3 giugno - Marcantonio Vincentini, vescovo cattolico e diplomatico italiano († 1692)
- 15 giugno - Hiob Ludolf, orientalista tedesco († 1704)

## Luglio(1)
- 9 luglio - Lazzaro Mocenigo, ammiraglio italiano († 1657)

## Agosto(2)
- 22 agosto - Jean Regnault de Segrais, poeta, letterato e traduttore francese († 1701)
- 25 agosto - François d'Aix de La Chaise, gesuita francese († 1709)

## Settembre(4)
- 5 settembre - Nicolò Mascardi, gesuita, missionario e esploratore italiano († 1674)
- 9 settembre - Alphonse de Berghes, arcivescovo cattolico belga († 1689)
- 10 settembre - Thomas Sydenham, medico inglese († 1689)
- 26 settembre - Edmund Dickinson, medico e alchimista inglese († 1707)

## Ottobre(4)
- 5 ottobre - Gaspar de Witte, pittore fiammingo († 1681)
- 26 ottobre - Dosoftei, monaco cristiano e letterato romeno († 1693)
- 27 ottobre - Caterino Corner, militare italiano († 1669)
- 30 ottobre - Paul Pellisson, scrittore e storico francese († 1693)

## Novembre(4)
- 3 novembre - Thomas Holme, architetto e urbanista statunitense († 1695)
- 3 novembre - Jean II d'Estrées, ammiraglio francese († 1707)
- 15 novembre - Pietro Nati, medico e naturalista italiano († 1715)
- 16 novembre - Barent Fabritius, pittore, incisore e disegnatore olandese († 1673)

## Dicembre(1)
- 25 dicembre - Angelus Silesius, poeta e mistico tedesco († 1677)

## Senza giorno specificato(36)
- Giovanni Andrea Angelini Bontempi, compositore italiano († 1705)
- Karl Konrad von Beroldingen, diplomatico e militare svizzero († 1706)
- Jan van de Cappelle, pittore olandese († 1679)
- Valerio Castello, pittore italiano († 1659)
- Chen Yuanyuan, attrice teatrale cinese († 1681)
- Coxinga, ufficiale cinese († 1662)
- Dong Xiaowan, poetessa e scrittrice cinese († 1651)
- Anna Eriksdotter,  svedese († 1704)
- George Fox, predicatore inglese († 1691)
- Edward Howard, drammaturgo inglese († 1700)
- Innocenzo Innocenti, religioso italiano († 1697)
- Luca Maria Invrea, doge († 1693)
- Monsù Bernardo, pittore danese († 1687)
- Kou Baimen, poetessa cinese
- Pierre Le Picard, pirata francese († 1690)
- Li Xiangjun, musicista cinese († 1654)
- Nicolas-Pierre Loir, pittore e incisore francese († 1679)
- Francesco Maria Rini, vescovo cattolico italiano († 1696)
- Micheł Kazimierz Pac, nobile († 1682)
- Federico di Nassau-Zuylestein, militare olandese († 1672)
- Richard Nicolls, militare britannico († 1672)
- Antonio Oliva, teologo e scienziato italiano († 1689)
- René Ouvrard, compositore, musicista e presbitero francese († 1694)
- Giovanni Antonio Pandolfi Mealli, compositore italiano
- Nicolas Perrault, teologo francese († 1662)
- Vincenzo Pietrosanti, scultore italiano († 1694)
- Louise de Prie, nobildonna francese († 1709)
- Antonio Raggi, scultore svizzero († 1686)
- Pieter van Ruijven, mecenate olandese († 1674)
- Marc'Antonio Savelli, giurista italiano († 1695)
- Agostino Spinola, doge († 1692)
- Orazio Talami, pittore italiano († 1708)
- Pieter Thys, pittore fiammingo († 1677)
- Pompeo Varese, arcivescovo cattolico e diplomatico italiano († 1678)
- Lucas Vorsterman il Giovane, incisore fiammingo
- Carlo I de Mari, nobile italiano († 1697)